# Ganmain
Ganmain är en ort i Australien. Den ligger i kommunen Coolamon och delstaten New South Wales, i den sydöstra delen av landet, omkring 400 kilometer väster om delstatshuvudstaden Sydney. Antalet invånare är 790.
Runt Ganmain är det glesbefolkat, med 10 invånare per kvadratkilometer.. Närmaste större samhälle är Coolamon, omkring 15 kilometer öster om Ganmain.
Trakten runt Ganmain består till största delen av jordbruksmark. Genomsnittlig årsnederbörd är 587 millimeter. Den regnigaste månaden är februari, med i genomsnitt 88 mm nederbörd, och den torraste är oktober, med 22 mm nederbörd.